# Bermejo (Álora)
Bermejo-Caracuel es una barriada perteneciente al municipio de Álora, en la provincia de Málaga, Comunidad Autónoma de Andalucía, España.
En 2012 contaba, según el Instituto Nacional de Estadística, con una población de 447 habitantes (231 varones y 216 mujeres).

## Medios de transporte

### Autobuses

#### Autobuses interurbanos
Bermejo está comunicada por la siguiente línea de autobuses interurbana integrada en el Consorcio de Transporte Metropolitano del Área de Málaga
| Líneas interurbanas | Líneas interurbanas     | Líneas interurbanas     |
| Línea               | Trayecto                | Información de la Línea |
| ------------------- | ----------------------- | ----------------------- |
| M-340               | Álora-Bermejo-El Chorro | Horarios y paradas      |

- Datos: Q16537368
- Multimedia: Bermejo-Caracuel / Q16537368

1. ↑  Worldpostalcodes.org, código postal n.º 29593.